# NGC 7821
NGC 7821 este o galaxie situată în constelația Balena. A fost descoperită în 3 noiembrie 1885 de către Ormond Stone⁠(d). Se află la o distanță de 100,46 megaparseci de Pământ.